# Zager and Evans
Zager and Evans — американский поп-рок-дуэт из города Линкольна, штат Небраска. Группа, получившая название по фамилиям двух её членов, Денни Загера и Рика Эванса, существовала в конце 1960-х — начале 1970-х годов. Наибольшую известность дуэту принёс ставший хитом сингл «In the Year 2525».

## История
Загер и Эванс познакомились в Уэслианском университете Небраски, позже к ним присоединился барабанщик Дэнни Шиндлер (впоследствии член The Benders). Так появилась молодая группа The Eccentrics, распавшаяся с отправкой Шиндлера во Вьетнам в 1965 году.
Впоследствии к коллективу, к тому времени переименованному в Zager and Evans, присоединился Марк Дальтон, тоже уроженец Небраски, игравший на бас-гитаре. Первого ударника Пола Махера сменил Дэйв Трапп.